# Capsella grandiflora
Capsella grandiflora là một loài thực vật có hoa trong họ Cải. Loài này được (Fauché & Chaub.) Boiss. mô tả khoa học đầu tiên năm 1843.